# Hwang Ryu-Ok
Hwang Ryu-Ok (11 de noviembre de 1991) es una deportista norcoreana que compitió en judo. Ganó una medalla de bronce en el Campeonato Asiático de Judo de 2011 en la categoría de –48 kg.

## Palmarés internacional
| Campeonato Asiático | Campeonato Asiático | Campeonato Asiático | Campeonato Asiático |
| Año                 | Lugar               | Medalla             | Categoría           |
| ------------------- | ------------------- | ------------------- | ------------------- |
| 2011                | Abu Dabi (EAU)      | Medalla de bronce   | –48 kg              |